# MD5
MD5 (Message Digest Algorithm 5) is een veelgebruikte hashfunctie met een 128 bit-hashwaarde. Hoewel MD5 oorspronkelijk bedoeld was als cryptografische hashfunctie bleken er een hoop fouten in het ontwerp te zitten. MD5 is eerder als internetstandaard gebruikt in vele veiligheidstoepassingen en wordt ook gebruikt om de integriteit van bestanden te controleren tegen onbedoelde corruptie.
MD5 werd door Ronald Rivest in 1991 ontworpen om de eerdere hashfunctie MD4 te vervangen. In 1996 werd er een fout in het MD5-ontwerp gevonden; hoewel het geen ernstige fout was, werd het aanbevolen andere algoritmen zoals SHA-1 te gebruiken. (hoewel ook deze gelijke fouten bevat).
In 2007 is het een groep wetenschappers gelukt om twaalf verschillende PDF-bestanden met dezelfde hashcode te maken, zogenaamde hash collisions. De auteurs hebben daarmee aangetoond dat MD5 beter niet meer gebruikt kan worden als een verificatiemethode. Op 30 december 2008 gaven zij hiervan een praktijkvoorbeeld door een SSL-autoriteitscertificaat te vervalsen voor demonstratiedoeleinden. In 2012 werd een MD5-collision aanval gebruikt voor het vervalsen van Microsoft-certificaten door de Flame-malware.
Om wachtwoorden die als MD5-hash gecodeerd zijn te "kraken" maakt men vaak gebruik van rainbow tables.

## Pseudocode
Pseudocode voor het MD5-algoritme volgt.
```
//
Opmerking: Alle variabelen hebben als type een 32-bits integer zonder teken (unsigned) 
tijdens de berekening
```

```
//
Definieer r als het volgende

var
 
int
[64] r, k
r[ 0..15] := {7, 12, 17, 22, 7, 12, 17, 22, 7, 12, 17, 22, 7, 12, 17, 22}
r[16..31] := {5,  9, 14, 20, 5,  9, 14, 20, 5,  9, 14, 20, 5,  9, 14, 20}
r[32..47] := {4, 11, 16, 23, 4, 11, 16, 23, 4, 11, 16, 23, 4, 11, 16, 23}
r[48..63] := {6, 10, 15, 21, 6, 10, 15, 21, 6, 10, 15, 21, 6, 10, 15, 21}
```

```
//
Use binary fractional part of the sines of integers as constants:

for
 i 
from
 0 
to
 63
k[i] := floor(abs(sin(i + 1)) × 2^32)
```

```
//
Initialiseer de variabelen:

var
 
int
 h0 := 0x67452301

var
 
int
 h1 := 0xEFCDAB89

var
 
int
 h2 := 0x98BADCFE

var
 
int
 h3 := 0x10325476
```

```
//
Voorbewerking:

voeg
 "1" bit aan het bericht toe

voeg
 "0" bits aan bericht toe totdat berichtlengte in bits ≡ 448 (mod 512)

voeg
 bitlengte van het originele bericht als 
64-bit little-endian integer
 toe aan bericht
```

```
//
Verwerk het bericht in opeenvolgende blokken van 512-bit:

for each
 
512-bit
 chunk 
of
 message
break chunk into sixteen 32-bit little-endian words w(i), 0 ≤ i ≤ 15
```

```
//
Initialiseer de hashwaarde voor dit blok:

var
 
int
 a := h0

var
 
int
 b := h1

var
 
int
 c := h2

var
 
int
 d := h3
```

```
//
Hoofdlus:

for
 i 
from
 0 
to
 63

if
 0 ≤ i ≤ 15 
then

f := (b 
and
 c) 
or
 ((
not
 b) 
and
 d)
g := i

else if
 16 ≤ i ≤ 31
f := (d 
and
 b) 
or
 ((
not
 d) 
and
 c)
g := (5×i + 1) 
mod
 16

else if
 32 ≤ i ≤ 47
f := b 
xor
 c 
xor
 d
g := (3×i + 5) 
mod
 16

else if
 48 ≤ i ≤ 63
f := c 
xor
 (b 
or
 (
not
 d))
g := (7×i) 
mod
 16
```

```
temp := d
d := c
c := b
b := ((a + f + k(i) + w(g)) 
leftrotate
 r(i)) + b
a := temp
```

```
//
Tel de hash van dit blok op bij het resultaat tot nog toe:

h0 := h0 + a
h1 := h1 + b
h2 := h2 + c
h3 := h3 + d
```

```
var
 
int
 digest := h0 
append
 h1 
append
 h2 
append
 h3 //
(uitgedrukt als little-endian)
```

Opmerking: In plaats van de formulering van de originele RFC 1321 zoals hier getoond kan het volgende gebruikt worden om de efficiëntie te verbeteren:
```
(0 ≤ i ≤ 15): f := d 
xor
 (b 
and
 (c 
xor
 d))
(16 ≤ i ≤ 31): f := c 
xor
 (d 
and
 (b 
xor
 c))
```

## MD5-hashes
De 128 bit-(16 byte-)MD5-hashes worden meestal weergegeven als 32-cijferige hexadecimale getallen. Het volgende laat een 46 bytes-ASCII-invoer en de bijbehorende MD5-hash zien:
MD5("Pa's wijze lynx bezag vroom het fikse aquaduct") = b06c0444f37249a0a8f748d3b823ef2a
Zelfs een kleine verandering in de tekst zal (naar grote waarschijnlijkheid) een compleet andere hash genereren, bijvoorbeeld het vervangen van P naar M:
MD5("Ma's wijze lynx bezag vroom het fikse aquaduct") = de1c058b9a0d069dc93917eefd61f510
De hash van een lege tekenreeks is:
MD5("") = d41d8cd98f00b204e9800998ecf8427e